# Éhen Gyula
Éhen Gyula (Gyöngyösszőlős, 1853. november 22. – Szombathely, 1932. január 2.) magyar ügyvéd, lapszerkesztő, író, Szombathely polgármestere (1895-től 1902-ig), a képviselőtestület tagja (1930-ig), országgyűlési képviselő (1901–1905).

## Életpályája
Vas vármegyében, Gyöngyösszőlősön született, 1853. november 22-én. Apja Éhen Károly gazdatiszt volt az Erdődy uradalomnál, édesanyja a nemesi származású Laky Appolónia. Alsóbb iskoláit Szombathelyen, gimnáziumi tanulmányait a Pápai Református Kollégiumban végzi. A pozsonyi, majd a pápai jogakadémia hallgatója. Tanulmányai során literatúrai búvárlatokat is végez, poéta-jelöltként tűnik ki társai közül, versíró kedvét élete végéig megőrizte.
Az ügyvédi gyakorlatot Szombathelyen végzi. 1875-ben lett ügyvéd. Részt vesz az utolsó magyar betyár, az izsákfai születésű Savanyú Jóska híres bűnperében, a védelem képviselőjeként.
Balogh Gyula lapjánál a Vasmegyei Lapokban jelennek meg írásai, cikkei, melyben az általa rajongva szeretett várost kritizálta. Gyakran emlegette azt a vélekedést, mellyel az idegenek illették a város: Szombathely olyan, mint egy hirtelen nagyra nőtt legény, akinek haja kuszált és ruhája fogyatékos. (Szombathelyen ekkoriban, ha esett az eső, még a  belvárosban is bentrekedtek a kocsik a kátyúkban, és a kőszegi szél szaharai porfelhőbe burkolta a várost.) Éhen természetesen megfogalmazta azt is miként kíván odahatni, eltüntetni a szombathelyi sár és por egyhangú variációit.
Nemcsak újságcikkeket, hanem elméleti darabokat is írt. Két verseskötete is megjelent és írt színdarabokat is, melyek közül kettőt Szombathelyen nagy sikerrel bemutattak.
1879-től részt vett Szombathely város irányításában: választott városi képviselő, majd 1880-tól 1930-ig tagja volt a képviselőtestületnek. Városi polgárként alelnöke volt a szombathelyi önkéntes tűzoltó egyletnek, nevéhez fűződik a város első, 1887-es iparkiállítása. 1899-ben megalakult a városi Kultúregyesület, a városban pezsgő társadalmi élet alakult ki. 1895. november 14-től  Szombathely polgármestere volt. 1901-ben országgyűlési képviselővé választják ezért a polgármesterségről 1902-ben lemond. Még ebben az évben díszpolgárrá választják. Négy évig az országgyűlés kormánypárti tagja.
Polgármestersége alatt a jött létre a modern Szombathely, munkásságának köszönhetően hatalmas fejlődésnek indult a város.
Tisztelői a szabadkőműves és haladó gondolkodású polgármestert  második városalapító  jelzővel illetik. Az alatt a négy évtized alatt, amíg a városi képviselőtestület tagja volt, a fejlődésnek köszönhetően Szombathely lakossága megnégyszereződött, és az ország legmodernebb városaként tartották számon. 
Elkészítteti a város első rendezési tervét, parcelláztatja a Perint és a Kálvária közti területet, a hajdani Ó-perintet nyugati, a Gyöngyös és a vasút közti földeket pedig keleti irányba. Munkássága alatt elkezdődött és fokozatosan kiépült a városi vízvezeték- és csatornahálózat, (22 km csatornavezeték amelybe bekötik a még használható római kori csatornákat is, 20 km vízvezeték-hálózat) az utcákat folyamatosan szilárd burkolattal látták el. (Tevékenységének köszönhetően a város utcáinak 92%-ában volt csatornahálózat, 81%-ában vízvezeték, 80%-ában elektromosenergia-ellátás, 65%-ában gázhálózat.) Városi tanácsnok korában ráveszi a Batthyány családot, hogy kihasználva a Rába vízi erejét, svájci tőke bevonásával építse meg az ikervári erőművet. Polgármestersége második évében 1897. június 4-én megindult a villamos közlekedés a városban. A villamosjárat, Szombathely villamosvonal-hálózata  a vasútállomást kötötte össze a városközponton keresztül kelet-nyugati irányban a Kálvária templommal. Felépült a Városi Kaszinó és a Nagyszálló épülete, 2-2 beton híd a Perint és a Gyöngyös patak felett. Nevéhez fűződik a szegényház és a szegénykonyha felállítása, a munkás-lakásépítés megindítása. Szerepe volt abban, hogy kaszárnya épült a városban, megreformálta a városháza hivatali szervezetét, hivatásos tűzoltótestületet hozott létre. újjászervezte a város rendelkezése alá tartozó rendőrséget. Víztorony és vízmű épült, ligetek, új fasorok, sétautak, parkok létesültek, szobrok kerültek a közterekre (pl. Berzsenyi-szobor, 1896), felsőbb leányiskolát és zeneiskolát alapít és támogat. Feladatának tekintette a korszerű ipar Szombathelyre telepítését. Megalakult a Fehérkereszt Egyesület és megépült a gyermekmenhely, amely vidéken az első ilyen jellegű intézmény volt. 
Parlamenti munkájában kevésbé volt jelentős, ebben az időszakában három könyvet írt. A helyi politizálás volt a lételeme. Miután visszatért Szombathelyre, a Városok Lapja című szaklap szerkesztésében vett részt, gazdasági témákkal foglalkozott.    
Brenner Tóbiás nyugdíjba vonulása után, Éhen Gyula is elindult a polgármesterségért, de Kiskos Istvánnal szemben nem volt esélye.
Az idősödő politikus a közéletben némileg csalódva, de a város tisztelete által övezve 1932-ben hunyt el, szeretett városában. A Jáki úti temetőben helyezték végső nyugalomra.

## Fontosabb művei
Várospolitikai írásai
- Közigazgatásunk általános reformja
- Hová jutunk?! (1878)
- A modern város (1897)
- A városok (1903)
- A városok társadalma (1904)
- A polgár (1905)
- Vas vármegye közgazdasági leírása (1905)
- Városaink közélete (1906)

Szépírói munkái, verseskötetei, színművei
- Elfeledett dallamok
- Régi dalaimból (1887)
- Gróf Lipót, vígjáték 1 felv. (1888)
- Örvény felé, színmű 3 felv.  (1889)

Egyéb írásaiból
A Tanácsköztársaság szombathelyi eseményeiről, jellegzetes alakjairólról szóló könyve: 
- A felfordult ország

## Publikációi
- Vasmegyei Lapok
- Szombathelyi Lapok
- Városok Lapja

## Emlékezete
- A szombathelyi városi képviselő testület 1902. május. 3-i közgyűlésén az állomás előtti teret Éhen Gyuláról nevezte el. A pályaudvarral párhuzamosan elhelyezkedő téglalap alakú tér azóta az egykori polgármester nevét viseli.
- Szombathelyen az Alkotás utcában áll mellszoba. Veres Gábor szobrászművész alkotása.
- Éhen Gyula Kör (rendszerváló egyesület)[1]

## Származása
| Éhen Gyula (Gyöngyösszőlős, 1853. november 22. – Szombathely, 1932. január 2.) ügyvéd, Szombathely polgármestere, országgyűlési képviselő | Apja: Éhen Károly ( – Csajág, 1882. október 12.) földbirtokos, uradalmi intéző               | Apai nagyapja:                                                                                        | Apai nagyapai dédapja:                                                                                      |
| Éhen Gyula (Gyöngyösszőlős, 1853. november 22. – Szombathely, 1932. január 2.) ügyvéd, Szombathely polgármestere, országgyűlési képviselő | Apja: Éhen Károly ( – Csajág, 1882. október 12.) földbirtokos, uradalmi intéző               | Apai nagyapja:                                                                                        | Apai nagyapai dédanyja:                                                                                     |
| Éhen Gyula (Gyöngyösszőlős, 1853. november 22. – Szombathely, 1932. január 2.) ügyvéd, Szombathely polgármestere, országgyűlési képviselő | Apja: Éhen Károly ( – Csajág, 1882. október 12.) földbirtokos, uradalmi intéző               | Apai nagyanyja:                                                                                       | Apai nagyanyai dédapja:                                                                                     |
| Éhen Gyula (Gyöngyösszőlős, 1853. november 22. – Szombathely, 1932. január 2.) ügyvéd, Szombathely polgármestere, országgyűlési képviselő | Apja: Éhen Károly ( – Csajág, 1882. október 12.) földbirtokos, uradalmi intéző               | Apai nagyanyja:                                                                                       | Apai nagyanyai dédanyja:                                                                                    |
| Éhen Gyula (Gyöngyösszőlős, 1853. november 22. – Szombathely, 1932. január 2.) ügyvéd, Szombathely polgármestere, országgyűlési képviselő | Anyja: alistáli Laky Apollónia (Szákszend, 1829. december 1. – Csajág, 1891. szeptember 16.) | Anyai nagyapja: alistáli Laky László (Nagymad, 1798. - Nagysáp, 1842. március 13.) református lelkész | Anyai nagyapai dédapja: alistáli Laky László református lelkész                                             |
| Éhen Gyula (Gyöngyösszőlős, 1853. november 22. – Szombathely, 1932. január 2.) ügyvéd, Szombathely polgármestere, országgyűlési képviselő | Anyja: alistáli Laky Apollónia (Szákszend, 1829. december 1. – Csajág, 1891. szeptember 16.) | Anyai nagyapja: alistáli Laky László (Nagymad, 1798. - Nagysáp, 1842. március 13.) református lelkész | Anyai nagyapai dédanyja: Csorba Terézia                                                                     |
| Éhen Gyula (Gyöngyösszőlős, 1853. november 22. – Szombathely, 1932. január 2.) ügyvéd, Szombathely polgármestere, országgyűlési képviselő | Anyja: alistáli Laky Apollónia (Szákszend, 1829. december 1. – Csajág, 1891. szeptember 16.) | Anyai nagyanyja: nemes Hénes Márta (Csajág - Csajág, 1843. március 4.)                                | Anyai nagyanyai dédapja: nemes Hénes János (Csajág - Csajág, 1832. január 31.) földbirtokos                 |
| Éhen Gyula (Gyöngyösszőlős, 1853. november 22. – Szombathely, 1932. január 2.) ügyvéd, Szombathely polgármestere, országgyűlési képviselő | Anyja: alistáli Laky Apollónia (Szákszend, 1829. december 1. – Csajág, 1891. szeptember 16.) | Anyai nagyanyja: nemes Hénes Márta (Csajág - Csajág, 1843. március 4.)                                | Anyai nagyanyai dédanyja: nemes Konkoly-Thege Katalin (Ógyalla, 1772. január 13. - Csajág, 1845. június 7.) |